# لجنة الانتقال واستعادة المؤسسات
لجنة الانتقال واستعادة المؤسسات (بالفرنسية: Comité pour la transition et la restauration des institutions)‏ (CTRI) هو المجلس العسكري الحاكم في الجابون، تولى السلطة في انقلاب 2023 بعد إلغاء الانتخابات العامة 2023؛ وأعلن عشرات من أعضائها في صباح يوم 30 أغسطس/آب أن نظام الرئيس علي بونغو أونديمبا قد انتهى. وكان من بينهم عقيدون في الجيش وأفراد من الحرس الجمهوري. ساعد الجنرال بريس أوليغي، أحد مؤيدي الرئيس السابق، في تنفيذ الانقلاب ونُصب رئيسًا مؤقتًا.